# Salinas, Ecuador
Salinas är en ort i Ecuador.   Den ligger i kantonen Cantón Salinas och provinsen Santa Elena, i den västra delen av landet, 300 km sydväst om huvudstaden Quito. Salinas ligger 12 meter över havet och antalet invånare är 43 862.
Terrängen runt Salinas är platt. Havet är nära Salinas åt nordväst.  Närmaste större samhälle är La Libertad, 5,0 km öster om Salinas. 